# Parlamentswahl in Serbien 2007

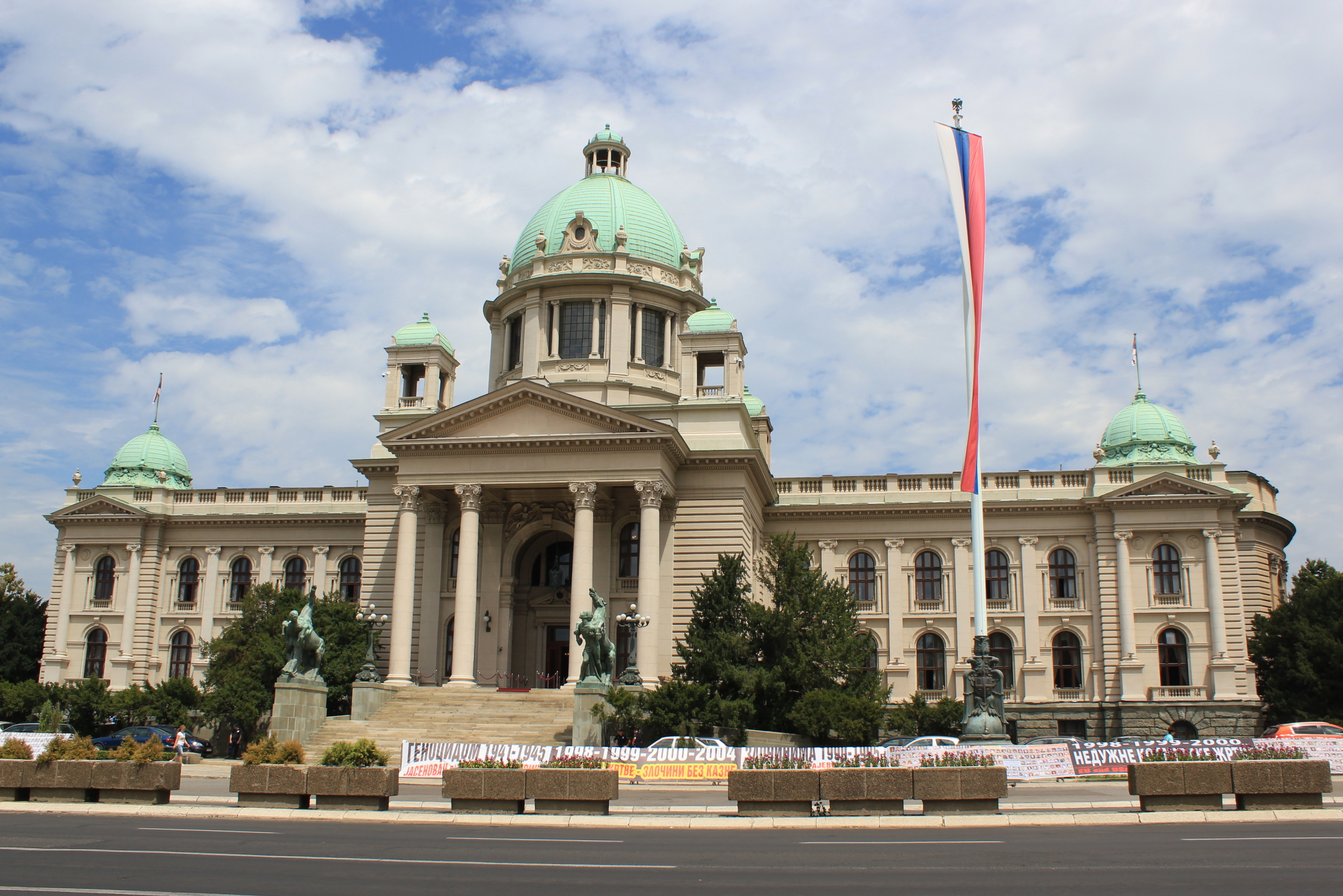
Das Parlament der Republik Serbien in Belgrad

Am 21. Januar 2007 fanden in Serbien Parlamentswahlen statt. Um den Serbisch-radikalen Parteien keine Argumente zu liefern, wurde die Frage nach dem Status des Kosovo von internationaler Seite verschoben.
Parteien von ethnischen Minderheiten müssen die 5 %-Hürde nicht überschreiten, um einen Sitz im Parlament zu erreichen. Sie müssen jedoch mindestens 0,4 % erreichen. Zum ersten Mal haben albanische Parteien aus Preševo bei der Parlamentswahl teilgenommen. Es stehen 250 Sitze im Parlament zur Vergabe.
6.652.105 Wähler waren zur Wahl berechtigt. Davon sind 31.370 Wähler im Ausland gemeldet und 7.082 in den Gefängnissen Serbiens. Es gab 8.441 Wahllokale, davon 58 im Ausland. Briefwahl war nicht möglich. Die endgültigen Wahlergebnisse müssen bis Mitternacht am 25. Januar bekannt gegeben werden. Die Sitzverteilung im Parlament wird nach dem D’Hondt-Verfahren ermittelt. Parteien und Koalition haben 10 Tage Zeit, um nach der Wahl bekannt zu geben, welche Kandidaten die Sitze im Parlament erhalten. Danach muss innerhalb von drei Monaten eine Regierungsbildung erfolgen.
Am 11. Mai, mehr als dreieinhalb Monate später, haben sich die Demokratische Partei (DS), die Demokratska Stranka Srbije – Demokratische Partei Serbiens und Neues Serbien (DDS) und G17 Plus, drei dem demokratischen Block zugerechnete Parteien, auf die Bildung einer Koalition geeinigt. Vojislav Koštunica (DDS) bleibt Regierungschef.

## Parteien
20 Parteilisten wurden der Wahlkommission bis zum 5. Januar 2007 zur Registrierung übergeben:
1. Demokratska Stranka (Demokratische Partei) — Boris Tadić (Демократска странка – Борис Тадић)
2. G17 Plus – Mlađan Dinkić (Г17 плус — Млађан Динкић)
3. Liberalno-demokratska Partija – Allianz der Bürger Serbiens – Sozialdemokratische Union – Liga der Sozialdemokraten der Vojvodina – Čedomir Jovanović (Либерално демократска партија — Грађански савез Србије — Социјалдемократска унија — Лига социјалдемократа Војводине — Чедомир Јовановић)
4. Srpska Radikalna Stranka (Serbisch-Radikale Partei) – Dr. Vojislav Šešelj (Српска радикална странка — др Војислав Шешељ)
5. Demokratska Stranka Srbije–Nova Srbija (Demokratische Partei Serbiens-Neues Serbien) – Vojislav Koštunica (Демократска странка Србије — Нова Србија — др Војислав Коштуница)
6. Pokret Snaga Srbije (Bewegung serbischer Kräfte) — Bogoljub Karić (Покрет снага Србије — Богољуб Карић)
7. Srpski Pokret Obnove (Serbische Erneuerungsbewegung) — Vuk Drašković (Српски покрет обнове — Вук Драшковић)
8. Savez Vojvođanskih Mađara (Allianz Vojvodinischer Ungarn) — Jožef Kasa (Савез војвођанских Мађара — Јожеф Каса)
9. Partija ujedinjenih Penzionera Srbije (PUPS) (Partei der Vereinigten Pensionäre Serbiens) — Jovan Krkobabić und Sozialdemokratska Partija (SDP) (Sozialdemokratische Partei) — Nebojša Čović (Партија уједињених пензионера Србије (ПУПС) — Др Јован Кркобабић и Социјалдемократска партија (СДП) — Др Небојша Човић)
10. Koalicija Lista za Sandžak (Koalitionsliste für Sandžak) – Dr. Sulejman Ugljanin (Коалиција Листа за Санџак др Сулејман Угљанин)
11. Socijalistička Partija Srbije (Sozialistische Partei Serbiens) (Социјалистичка партија Србије)
12. Branko Pavlović "Zato što mora bolje" — (Weil es besser werden muss) (Бранко Павловић — "Зато што мора боље")
13. Koalicija "Vojvođanske Partije" (Koalition der Vojvodinischen Parteien) — Igor Kurjački (Коалиција "Војвођанске партије" — Игор Курјачки)
14. Unija Roma Srbije (Union der Roma Serbiens) — Rajko Đurić (Унија Рома Србије — др Рајко Ђурић)
15. Reformistička Partija (Reformpartei) — Dr. Aleksandar Višnjić (Реформистичка странка — др Александар Вишњић)
16. Demokratska zajednica Srbije (Demokratische Gemeinschaft Serbiens) — Dr. Obren Joksimović (Демократска заједница Србије — др Обрен Јоксимовић)
17. Koalicija Albanaca Preševske Doline (Koalition der Albaner aus Preševo) (Коалиција Албанаца Прешевске долине)
18. Socijaldemokratija (Sozialdemokraten) — Nenad Vukasović (Социјалдемократија — Ненад Вукасовић)
19. Koalicija Mađarska Sloga (Koalition Ungarischer Gemeinschaft) — Andraš Agošton – Pal Šandor (Коалиција Мађарска слога — Андраш Агоштон – др Пал Шандор)
20. Romska Partija (Roma-Partei) — Šajn Srđan (Ромска партија — Шајн Срђан)

## Wahlen — 21. Januar 2007
Die Wahlkommission der Republik Serbien (Републичка изборна комисија Републике Србије) gab am 25. Januar die offiziellen Wahlergebnisse bekannt. Die Wahlbeteiligung betrug 60,56 %.
Wahlbeteiligung nach Regionen:
- Zentralserbien: 60 %
- Belgrad: 58,9 %
- Vojvodina: 61,69 %
- Kosovo: 53,94 %

Die Wahlbeteiligung der im Ausland gemeldeten serbischen Staatsbürger betrug 31,5 %.

## Wahlergebnisse
| Offizielles Wahlergebnis (25. Januar)                                                                                           | Offizielles Wahlergebnis (25. Januar) | Offizielles Wahlergebnis (25. Januar) | Offizielles Wahlergebnis (25. Januar) |
| --- | ------------------------------------- | ------------------------------------- | ------------------------------------- |
| Partei | Stimmen                               | Anteil                                | Sitze                                 |
| Srpska Radikalna Stranka (Serbisch-Radikale Partei)                                                                             | 1.152.105                             | 28,59 %                               | 81 Sitze                              |
| Demokratska Stranka (Demokratische Partei)                                                                                      | 915.014                               | 22,71 %                               | 64 Sitze                              |
| Demokratska Stranka Srbije – Nova Srbija (Demokratische Partei Serbiens-Neues Serbien)                                          | 666.889                               | 16,55 %                               | 47 Sitze                              |
| G17 Plus | 274.874                               | 6,82 %                                | 19 Sitze                              |
| Socijalistička Partija Srbije (Sozialistische Partei Serbiens)                                                                  | 227.304                               | 5,64 %                                | 16 Sitze                              |
| Liberaldemokratische Partei – Allianz der Bürger Serbiens - Sozialdemokratische Union – Liga der Sozialdemokraten der Vojvodina | 214.028                               | 5,31 %                                | 15 Sitze                              |
| Savez Vojvođanskih Mađara (Allianz Vojvodinischer Ungarn)                                                                       | 52.458                                | 1,3 %                                 | 3 Sitze                               |
| Koalicija Lista za Sandžak (Koalitionsliste für Sandžak)                                                                        | 33.819                                | 0,84 %                                | 2 Sitze                               |
| Unija Roma Srbije (Union der Roma Serbiens)                                                                                     | 16.995                                | 0,42 %                                | 1 Sitz                                |
| Koalicija Albanaca Preševske Doline (Koalition der Albaner aus Preševo)                                                         | 16.972                                | 0,42 %                                | 1 Sitz                                |
| Romska Partija | 14.568                                | 0,36 %                                | 1 Sitz                                |
| Restliche Parteien ohne Parlamentssitz                                                                                          |                                       |                                       |                                       |
| Srpski Pokret Obnove | 134.023                               | 3,33 %                                | kein Sitz                             |
| Koalicija Partija ujedinjenih penzionera Srbije - Socijaldemokratska partija                                                    | 125.232                               | 3,11 %                                | kein Sitz                             |
| Pokret Snaga Srbije | 70.621                                | 1,75 %                                | kein Sitz                             |
| Lista Branko Pavlović | 15.709                                | 0,39 %                                | kein Sitz                             |
| Koalicija Mađarska sloga | 12.907                                | 0,32 %                                | kein Sitz                             |
| Koalicija Vojvođanske partije                                                                                                   | 7.349                                 | 0,18 %                                | kein Sitz                             |
| Demokratska zajednica Srbije | 5.438                                 | 0,13 %                                | kein Sitz                             |
| Socijaldemokratija | 4.903                                 | 0,12 %                                | kein Sitz                             |
| Reformistička stranka | 1.879                                 | 0,05 %                                | kein Sitz                             |

250 Sitze standen zur Wahl.

## Regierungsbildung
Gewinner dieser Wahl ist die Radikale Partei Vojislav Šešeljs. Sie hat die meisten Sitze im Parlament errungen. Trotzdem kann sie höchstwahrscheinlich nicht die Regierung bilden, da ihr die absolute Mehrheit fehlt. Von den 250 Sitzen im Parlament haben die Demokratischen Kräfte Serbiens mindestens 145 erhalten und somit auch die absolute Mehrheit.
Die beiden größeren demokratischen Parteien von Boris Tadić (Demokratska Stranka) und Vojislav Koštunica (Demokratska Stranka Srbije–Nova Srbija), haben in der Wahlnacht beide ihren Anspruch auf die Regierungsbildung angemeldet.
Die am 11. Mai 2007 gebildete Regierung hat 130 der 250 Sitze im serbischen Parlament.